# Stephanollona longispinata
Stephanollona longispinata är en mossdjursart som först beskrevs av Busk 1884.  Stephanollona longispinata ingår i släktet Stephanollona och familjen Phidoloporidae. Inga underarter finns listade i Catalogue of Life.